# Balbiani (organari)

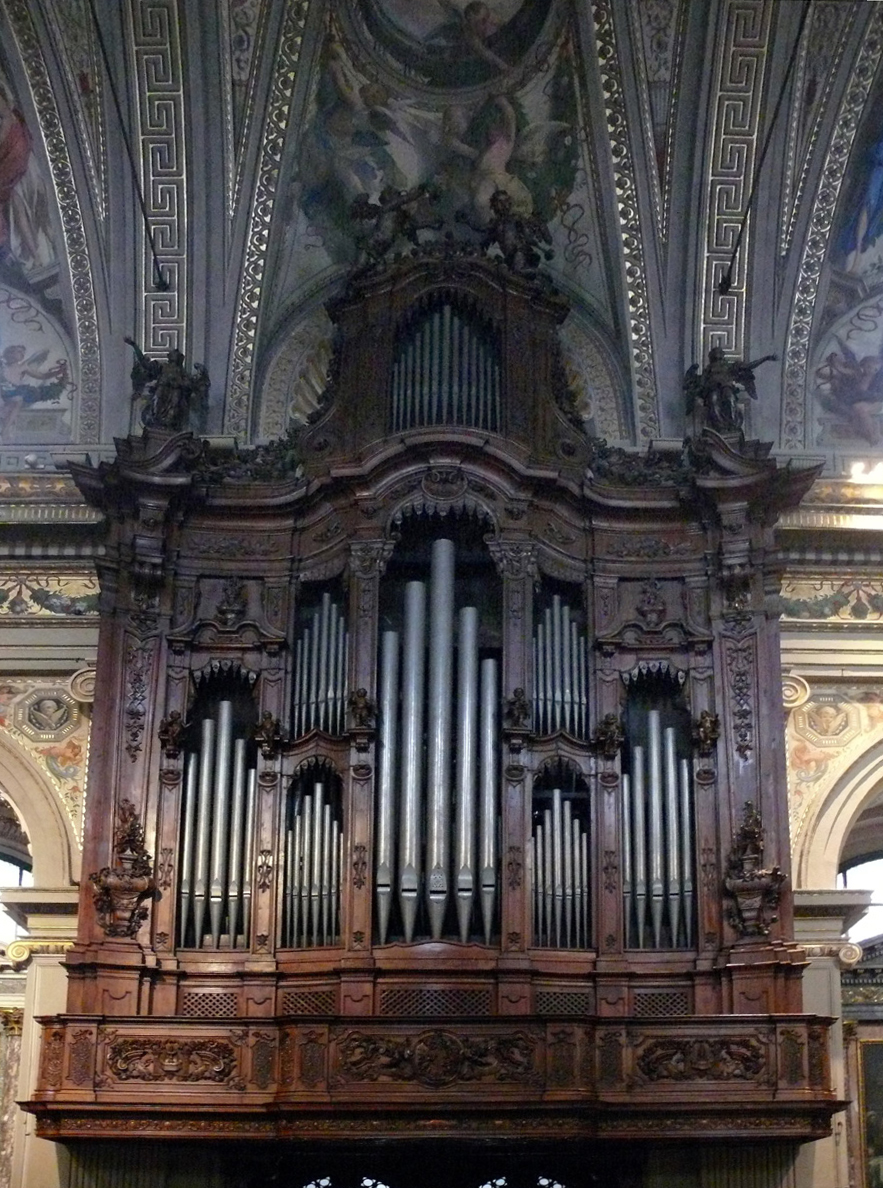
L'organo Balbiani Vegezzi-Bossi nel Santuario di Caravaggio, 1955.

La famiglia Balbiani poi Balbiani Vegezzi-Bossi fu una celebre dinastia di maestri organari, originari di Milano, attivi per diverse generazioni tra l'inizio dell'Ottocento e il Novecento. Le loro opere sono dislocate principalmente in Lombardia ed in Piemonte.

## Storia
I Balbiani entrarono nell'industria per la fabbricazione d'organi all'inizio dell'Ottocento con Lorenzo Balbiani che per primo avviò la ditta di famiglia.
Nel 1860 iniziarono una collaborazione sempre più stretta con l'organaro torinese Giacomo Vegezzi-Bossi. La nipote di Giacomo, Alessandra, sposò nel 1919 poi Celestino Balbiani, nipote di Lorenzo, rinsaldando così ancora di più il legame tra le due famiglie. Alla morte di Carlo, padre di Alessandra, nel 1927, per testamento, Celestino poté assumere anche i cognomi di Vegezzi-Bossi dando così vita alla ditta di organi Balbiani-Vegezzi-Bossi.
Nel 1920, la ditta Balbiani inglobò la ditta Bernasconi di Varese per cessata attività.
La famiglia ottenne in quasi due secoli di attività molte commissioni in Milano città, qualificandosi tra le più importanti case organare milanesi, lavorando con successo anche nel resto d'Italia.

## Cronologia genealogica della famiglia Balbiani poi Balbiani Vegezzi-Bossi
|                                        |                                        |                                                                                    |                                                                                    |                                         |                                         |
|                                        | Lorenzo Balbiani *1798 †1876           |                                                                                    |                                                                                    |                                         |                                         |
|                                        |                                        |                                                                                    |                                                                                    |                                         |                                         |
|                                        |                                        |                                                                                    |                                                                                    |                                         |                                         |
|                                        | Natale I Balbiani *1836 †1912          |                                                                                    |                                                                                    |                                         |                                         |
|                                        |                                        |                                                                                    |                                                                                    |                                         |                                         |
|                                        |                                        |                                                                                    |                                                                                    |                                         |                                         |
| Luigi Balbiani *1891 †1963             | Luigi Balbiani *1891 †1963             | Celestino Balbiani *1880 †1956 sp. Alessandra Vegezzi-Bossi BALBIANI VEGEZZI-BOSSI | Celestino Balbiani *1880 †1956 sp. Alessandra Vegezzi-Bossi BALBIANI VEGEZZI-BOSSI |                                         |                                         |
|                                        |                                        |                                                                                    |                                                                                    |                                         |                                         |
|                                        |                                        |                                                                                    |                                                                                    |                                         |                                         |
| Natale II Balbiani Vegezzi Bossi *1920 | Natale II Balbiani Vegezzi Bossi *1920 | Cesare Balbiani Vegezzi Bossi *1922                                                | Cesare Balbiani Vegezzi Bossi *1922                                                | Alessandro Balbiani Vegezzi Bossi *1926 | Alessandro Balbiani Vegezzi Bossi *1926 |

## Opere
Alcune delle opere più rilevanti della ditta Balbiani (inizio XIX sec. - 1963):
- 1874: Chiesa di San Marco, Milano
- 1881: Chiesa parrocchiale, Quattordio (AL)
- 1888: Chiesa parrocchiale di Soresina (CR)
- 1918: Chiesa parrocchiale di San Bassano, Cremona (CR)
- 1925: Cattedrale di Castiglione delle Stiviere (MN)

Alcune delle opere più rilevanti della ditta Balbiani Vegezzi-Bossi (dal 1927):
- 1927: Abbazia Benedettina della Santissima Trinità, Cava de' Tirreni (SA)
- 1930: Teatro dell'Opera di Roma, Roma
- 1932: Duomo di Como, Como
- 1935: Santi Marziale e Alberto, Colle di Val d'Elsa (SI)
- ?: Chiesa di San Giorgio al Palazzo, Milano
- 1949: Duomo di Santa Maria, Montecchia di Crosara (VR)
- 1950: Basilica della Santa Casa di Loreto (An)
- 1952: Tempio Valdese, Milano
- 1955: Santuario di Caravaggio, Caravaggio (BG)
- 1958: Chiesa di Santa Maria presso San Celso, Milano
- 1962: Duomo di Voghera
- 1963: Basilica di Santa Maria della Pazienza Cesarea, Napoli